# Moordende Concurrentie
Moordende Concurrentie is een stripverhaal uit de reeks Franka, waarvan zowel tekst als afbeeldingen zijn gemaakt door Henk Kuijpers.

## Verhaal
Franka is met Bars op vakantie in het Franse St. Plouc des Ondes.
Op dat moment zit beginnend modeontwerpster Laura Lava tot diep in de nacht te werken aan haar nieuwe creaties.
Nadat er dienstklopper voor haar deur stond, besloot ze haar huis te verlaten en haar creaties te verkopen.
Uiteindelijk zit ze op de redactie van het modeblad Mod'elle. Daar krijgt Lava een persoonlijk telefoontje van haute-coutureontwerpster Maude.
Lava reist in een koffer zonder geldig kaartje naar de Cote d'Azur. Daar vindt er een feest plaats, georganiseerd door madame Maude. Lava komt erachter dat Maude haar creaties onder de naam van Maude wil zetten. Dat laat ze niet gebeuren. Ze vertrekt terug naar Parijs en reist af naar St. Plouc des Ondes.
Met toeval komt ze daar Franka tegen en vraagt haar om hulp. Franka moet model staan voor een aantal foto's in Mod'elle.
Intussen heeft Maude al iemand op Lava afgestuurd met een dodelijke halsketting.
Na de shoot werden deze afgeleverd bij haar. Ze komt er al snel achter dat de halsketting een bom is. Gelukkig moest Franka nog wat uit het busje halen en is zo blijven zitten.
Lava wordt gedwongen terug te rijden naar Parijs. In haar appartement ziet ze Maude. Die zal de bom af laten gaan als Lava niet akkoord gaat met haar wensen. Franka komt haar te hulp en weet Maude te pakken te krijgen. Dan sluiten ze een deal.
Lava krijgt haar eigen collectie als Maude mag gaan.
En jawel, Frankrijk is binnen een mum van tijd volgeplakt met de tekst 'La Lava est la'. Nu ze al haar schulden heeft afbetaald, laat ze Franka overkomen naar Parijs. Daar vindt de eerste modeshow plaats.
Ook weet Lava de rockster Vince Avance aan de haak te slaan. De volgende dag, in haar gloednieuwe huis bij Nice, rijdt Vince met zijn Ferrari weg. Hij is nog geen eens het erf af, of hij knalt naar rechts, tegen een pilaar.
Niemand weet wat het is. Vince krijgt een nieuwe auto mee, Franka en Lava vliegen over naar Parijs en er wordt niet meer over gesproken.
In Parijs vindt hetzelfde voorval plaats. Lava rijdt met haar auto een bouwterrein in en schiet daarna rechtsaf. Ze mankeert niets, maar Franka vindt het allemaal maar vreemd. Ze gaat dan ook op onderzoek uit.
In het kantoor van Maude's aanhangertje vindt ze een beeld met drie driehoeken. Dat beeld stond ook in de slaapkamer van het nieuwe huis. Tijdens het slapen moest er een tekst in hun hoofd zijn gegalmd. Dit heeft ze gehypnotiseerd. Het vertelt hen dat ze rechts moeten afslaan en moeten tekenen.
Franka heeft het door, Maude probeert Lava te laten tekenen en haar daarna op te ruimen.
Lava geeft later een feest aan de Cote d'Azur. Daar komt ze erachter dat haar vriend Vince Avance overkomt om haar feest bij te wonen. Ze springt in de auto om hem op te halen op het vliegveld van Nice.
Onderweg haalt een motor haar in en gaat dicht voor haar rijden. Achterop heeft hij hetzelfde beeld, met de drie driehoeken.
Lava wordt gehypnotiseerd en krijgt ingebeeld dat ze rechts af moet slaan. Dan zou ze dus de kronkelige weg afrijden en in zee belanden.
Lava krijgt het gelukkig snel door. Maar Maude denkt dat Lava al gecrasht is. Maude laat dan ook de motorrijder verongelukken door de strepen op de weg door te trekken.
Lava blijft ongedeerd en Maude wordt opgepakt.
Eind goed al goed

## Locaties
- Amsterdam
- Parijs
- St. Plouc des Ondes
- Nice